# 世界チームフィギュア選手権
世界チームフィギュア選手権（World Team Figure）―World Team Figure Skating Championships は、プロフィギュア選手による団体戦。

## 概要
1994年に初めて開催され、以後、1998年までは生命保険会社Northwest Mutual Life insuranceを冠スポンサーに、会場はアメリカ国内で、時期は9月から12月の間で毎年開催されていた。その後4年間中断したが、2002年を最後に開催されなくなった世界プロフィギュア選手権と入れ替わるように2003年から再び毎年開催されるようになり、会場もアメリカに限らず、カナダやイギリスなどの会場を借りて行われるようにもなった。
プロ選手のみで行われる大会で、参加者にとっても「プロとしての大きな大会」と認識されている。（この大会に出場することはプロ活動を行うということであり、実質アマチュア資格を失うことと同義である。）
アメリカ、カナダ、ロシア、ヨーロッパの4チームによる団体選である。それぞれのチームは、男子1名、女子1名、ペア1組、ダンス1組で構成される（ダンスが行われない年もある）。

## 競技内容
テクニカルプログラム（technical programs）とアーティスティックプログラム（artistic programs）を行う。
テクニカルプログラム（technical programs）の必須要素
女子
最低2つの3回転ジャンプ、うち1つはコンビネーションかシークエンスにすること
種類の異なる最低2つのスピン
最低1つのステップシークエンス
男子
女子にほぼ同じだが、最低3つの異なる3回転ジャンプを入れることが期待される
ペア
最低3つのリフト
最低1つの2回転もしくは3回転のスロージャンプ
最低1つのペアもしくはソロのスピン
最低1つのデススパイラル
1人のレフェリーと、5人のジャッジがおり、ジャッジは10点満点（小数点第一位までつけることができる）で採点する。テクニカルプログラムはジャッジのつけた点数の合計点がそのまま得点となり、アーティスティックプログラムはジャッジのつけた点数の合計点を2倍したものが得点となる。その総合により、それぞれのチームの勝敗が決定される。